# Mauzolej obitelji Vranyczany
Mauzolej obitelji Vranyczany je obiteljski mauzolej karlovačke grane hrvatske plemićke obitelji Vranyczany-Dobrinović koji se nalazi na katoličkom groblju Dubovac u Karlovcu.
Nalazi se na samom ulazu u groblje pored mauzoleja Türk, grobnica obitelji Hoffman i obitelji Turković. 
Mauzolej je 2008. godine uveden u Registar kulturnih dobara Republike Hrvatske, a 2016. godine je renoviran.

## Opis građevine
Mauzolej je impozantna građevina podignuta oko 1870. godine u neobizantskome stilu. Građevina kvadratnoga tlocrta pokrivena je kupolom koju nose oktogonalna baza i visoki tambur čiji niz prozorskih otvora pruža osvjetljenje unutarnjega prostora opremljenoga historicističkim inventarom upotpunjenim oltarnom kompozicijom smještenom u središnoj niši. Bogati unutarnji zidni oslik s fitomorfnim motivima uobičajen je za posljednju četvrtinu 19. stoljeća. Glavni portal u čijoj je luneti u visokom reljefu prikazan obiteljski grb s geslom obitelji "Fratrum Concordio" (hrv. Bratska sloga) naglašava istaknuti natpisni zabat nošen s dva stupa. Stupovi sa zabatom klesani su od kamena, kao i bifore bočnih pročelja, ustakljene vitrajem. Izniman su primjer umjetničkoga obrta vratnice izrađene od kovanog željeza s monogramom.

## Autorstvo
Nema pouzdanih informacija tko je projektirao mauzolej. Prema usmenoj predaji nekih članova obitelji, mauzolej je djelo bečkoga arhitekta Otta von Hofera koji je za Ljudevita, Dragana i Vladimira Vranyczanyja u Zagrebu i okolici projektirao četiri zgrade među kojima su današnje zgrade Nacionalnog muzeja moderne umjetnosti i Arheološkoga muzeja. Kao drugi potencijalni autor pojavljuje se hrvatski arhitekt Franjo Klein.
Autorstvo zidnog oslika do danas nije utvrđeno, a kvaliteta oslika kao i povezanost obitelji vodećim hrvatskim slikarima toga vremena, kojima su često bili pokrovitelji i mecene, ukazuju na značajno slikarsko ime.

## Ukopi
U mauzoleju je pokopano dvadeset članova obitelji.